# Форест-Хилс — 71-я авеню (линия Куинс-бульвара, Ай-эн-ди)
|     |   |   |     |     |   |   |     |
| · л | · | · | · э | · э | · | · | · л |

|     |   |   |     |     |   |   |     |
| · л | · | · | · э | · э | · | · | · л |

«Форест-Хилс — 71-я авеню» (англ. Forest Hills–71st Avenue) — станция Нью-Йоркского метрополитена, расположенная на линии Куинс-бульвара, Ай-эн-ди. Станция находится в Куинсе, в округе Форест-Хилс, на пересечении 71-й авеню с Куинс-бульваром. На станции останавливаются маршруты: E (круглосуточно), F (круглосуточно), <F> (в часы пик в пиковом направлении), M (в будни днём и вечером) и R (круглосуточно, кроме ночи). Станция является северной конечной для маршрутов M и R. Экспресс-пути используются маршрутами: E (круглосуточно, кроме ночи), F (круглосуточно) и <F> (в часы пик в пиковом направлении). Локальные пути используются маршрутами: E (ночью), M (в будни днём и вечером) и R (круглосуточно, кроме ночи).
На действующей карте станция называется Форест-Хилс — 71-я авеню. До этого в названии фигурировала ещё одна улица (Континентал-авеню), которая была убрана. Тем не менее вывески на станции не поменяли.
Станция представлена четырьмя путями и двумя островными платформами, отделана мозаикой в зелёных тонах.
Станция имеет три выхода. Каждый из них представлен турникетным павильоном в мезонине над платформами и многочисленными лестницами. Первый выход приводит к перекрестку 71-й авеню с Бульваром Куинс, второй — к перекрестку 71-й авеню со 108-й улицей, третий — к 70-й авеню с Бульваром Куинс. Круглосуточно открыт только один из них — первый.
К востоку от станции (с точки зрения железнодорожных направлений здесь это север) между локальными и экспресс-путями обоих направлений образуются по ещё одному пути. Они уходят ниже и там образуют четырёхпутный перегон. Эти пути используются для оборота поездов (маршруты M и R), а также продолжаются на восток под следующей станцией 75-я авеню и затем, соединившись попарно, поворачивают на север в депо «Джамейка».

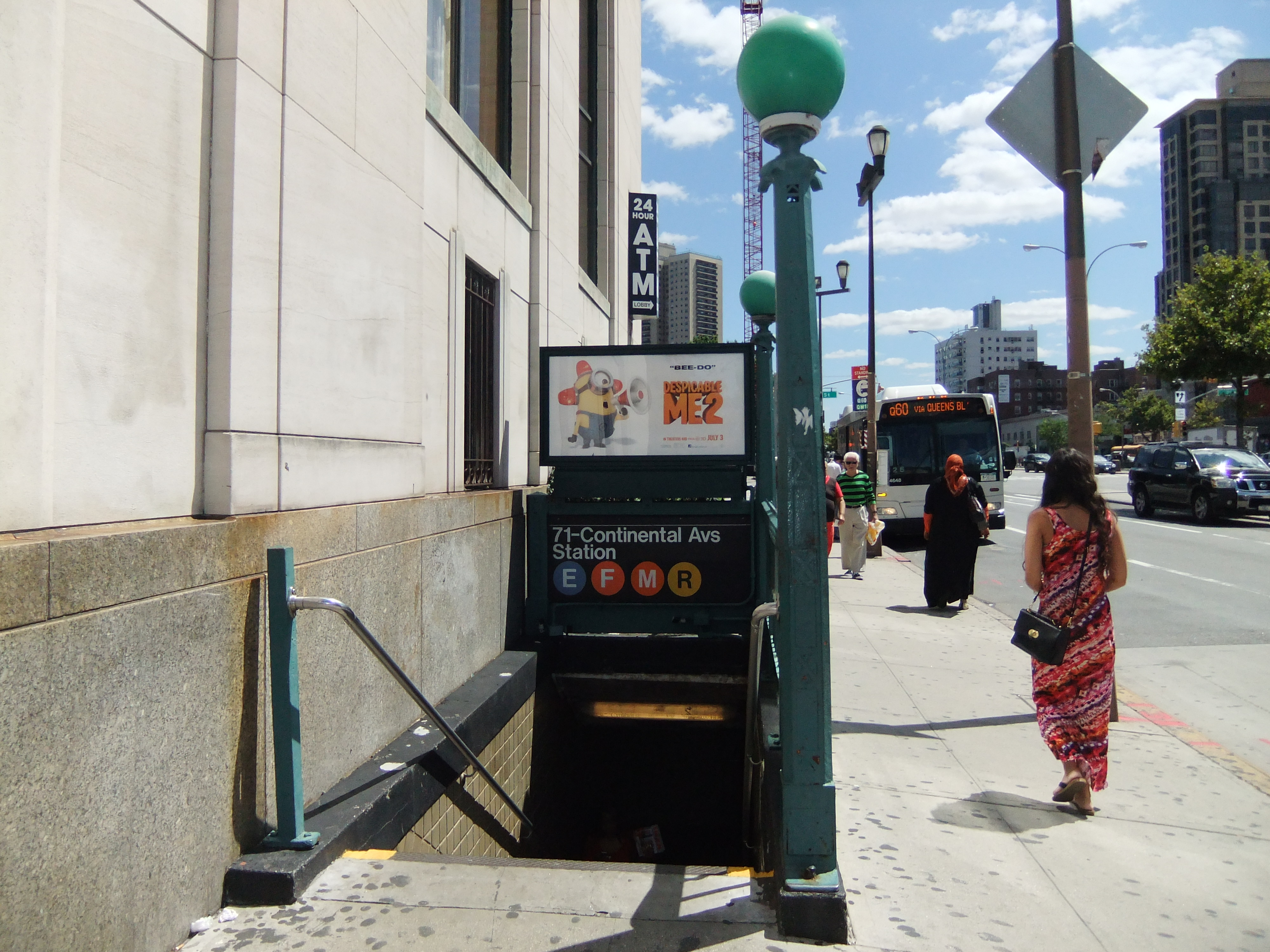
Выход со станции
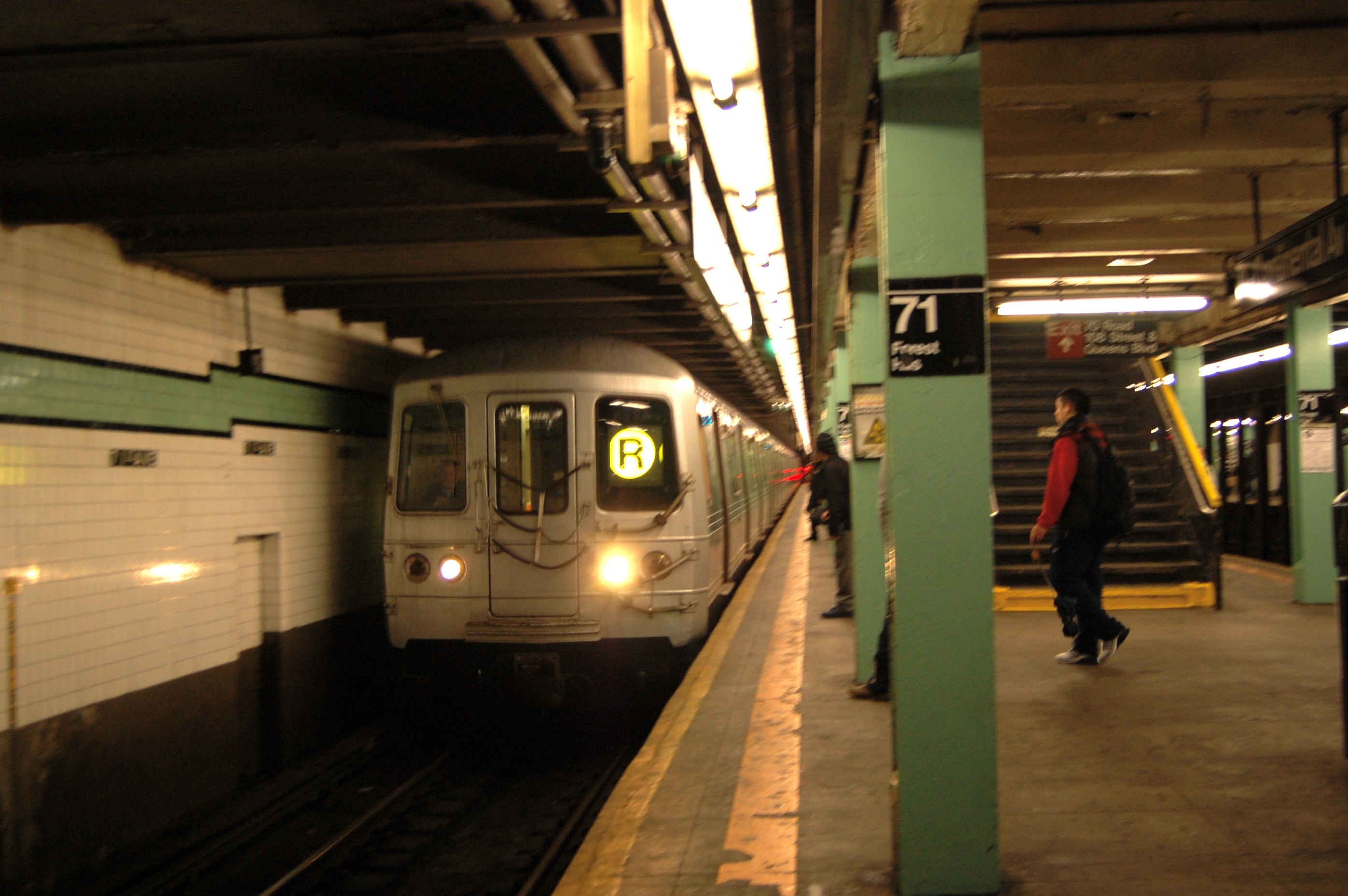
Поезд R прибывает на станцию в сторону Манхэттена